# 충칭 올림픽 스포츠 센터

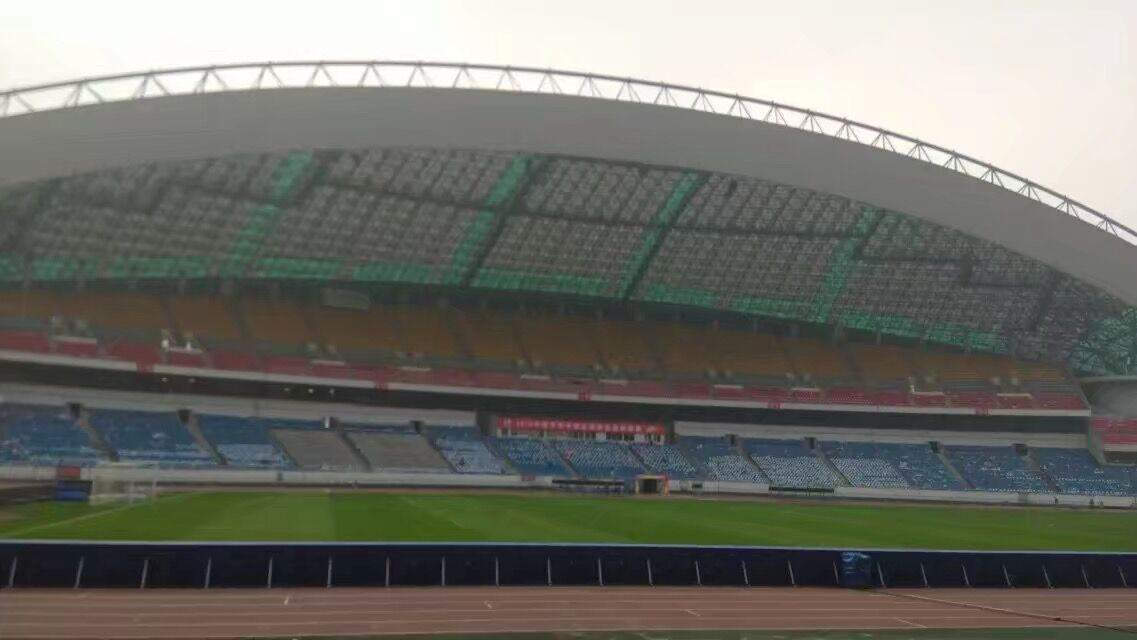

충칭 올림픽 스포츠 센터는 중국 충칭에 있는 다목적 경기장이다. 현재는 주로 축구 경기 용도로 쓰인다. 2004년에 지어졌으며, 5만 8680명을 수용한다. 충칭 리판 축구단의 홈 경기장이다.
2004년 AFC 아시안컵이 열렸던 경기장 중 하나이다.

## 같이 보기
- AFC 아시안컵
- 충칭 리판
- 아시아의 축구장 목록